# Morning Has Broken
Morning Has Broken ist ein Lied, das 1931 von Eleanor Farjeon (1881–1965) in Alfriston, Sussex (England), geschrieben wurde. 1971 wurde das Stück in der Fassung von
Cat Stevens weltweit populär.

## Entstehung

### Melodie
Die Melodie hieß ursprünglich Bunessan (nach dem gleichnamigen Ort (gäl. Bun Easain) im Südwesten der Insel Mull), damals bekannt mit dem Text des gälischen Weihnachtsliedes Leanabh an àigh („Kind der Freude“), das von Mary MacDonald (1789–1872) geschrieben wurde.

### Text
Am 2. November 1931 beauftragte Percy Dearmer die englische Kinderbuchautorin Eleanor Farjeon, für die Liedersammlung Songs of Praise einen neuen Text zur Bunessan-Melodie zu schreiben.

## Inhalt

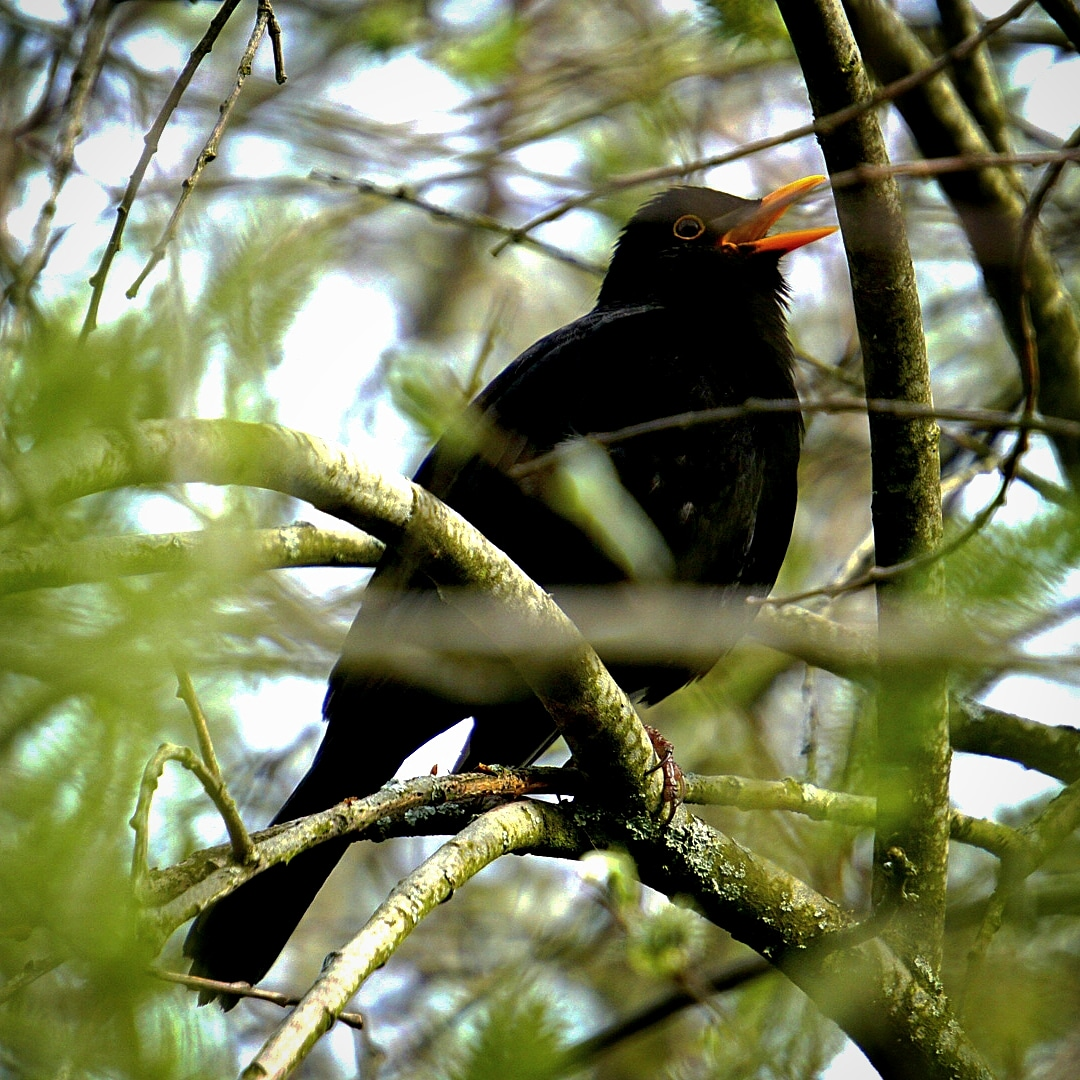
Blackbird has spoken, like the first bird. Die Amsel singt jeden Morgen, als wäre sie der erste Vogel.

Morning Has Broken (deutsch etwa „Der Morgen ist angebrochen“) ist ein Loblied auf die Schöpfung. Der Text führt mit einprägsamen Bildern aus, wie Gott jeden Morgen die Welt neu erschafft, als wäre es der erste Morgen (Gen 1,5 ). Wegen seines religiösen Hintergrundes wird der Text auch als Kirchenlied verwendet und findet sich beispielsweise im ökumenischen Gesangbuch rise up.

## Fassung von Cat Stevens
1971 brachte der Singer-Songwriter Cat Stevens die ersten drei Strophen des Liedes mit dem Text von Farjeon auf seinem Album Teaser and the Firecat heraus. Dabei verwendete er markante Klavierzwischenspiele, die Rick Wakeman, Keyboarder der Rockband Yes, während der Aufnahmesessions komponierte und für den Song zur Verfügung stellte. Die Version von Cat Stevens, die zu Teilen in C-Dur und D-Dur steht, wurde weltberühmt.

## Weitere Versionen
- Das Lied ist unter dem Titel Morgenlicht leuchtet in einer deutschen Fassung von Jürgen Henkys im Evangelischen Gesangbuch EG unter der Nummer 455 zu finden. Ebenso befindet sich diese Fassung im Eigenteil der (Erz-)Diözesen Österreichs des Gotteslobs 2013 unter der Nummer 705 sowie im Reformierten Gesangbuch der deutschsprachigen Schweiz RG unter Nr. 533. In dieser Fassung gehört es zu den ö-Liedern.
- 1972 sang Roger Whittaker den Song auf seinem Album For my Friends
- 1972 veröffentlichte Daliah Lavi die deutsche Version Schön ist der Morgen auf ihrem Album Meine Art, Liebe zu zeigen. Im darauffolgenden Jahr sang die israelische Sängerin den Originaltitel auf ihrem englischsprachigen Album Let the Love Grow.
- 1972 und 1973 veröffentlichte Esther Ofarim das Lied auf ihren Alben Esther Ofarim in London und Le Chant Des Chants.
- 1973 veröffentlichte Nana Mouskouri den Titel auf ihrem Album Spotlight on Nana Mouskouri.
- 1986 veröffentlichte Peter Alexander die deutsche Version Silberner Morgen auf seinem Album Lebens-Lieder.[3]
- 1992 veröffentlichte Neil Diamond den Song auf seinem Christmas Album.
- 1993 erschien eine von Demis Roussos gesungene Version auf seinem Album Too Many Dreams.
- 1997 sang ihn Art Garfunkel auf seinem Album Songs from a Parent to a Child.
- 2000 veröffentlichte Rick Wakeman unter demselben Titel ein Instrumentalstück.
- Bis 2004 spielte der Streckensprecher der DTM, Kalli Hufstadt, das Lied am Morgen zur Eröffnung des Renntags mit der Mundharmonika.[4]
- 2006 wurde das Lied von Gregorian mit der englischen Übersetzung von Bunessan mit dem Titel Child in a Manger gecovert und auf dem Album Christmas Chants veröffentlicht.
- Ebenfalls 2006 präsentierte Andreas Vollenweider auf seiner CD Midnight Clear eine Instrumentalversion. Auch er wählte als Titel Child in a Manger.
- 2010 wurde das Lied von der ehemaligen ABBA-Sängerin Anni-Frid Lyngstad gecovert.[5] Dabei handelte es sich um einen Gastbeitrag für ein Album des schwedischen Musikers Georg Wadenius.
- Auf Island wird das Lied unter dem Titel Líður að jólum mit neuem Text als Weihnachtslied verwendet.[6][7]

## Trivia
- Das Lied wird mehrfach in der deutschen Serie Polizeiinspektion 1, Folge 8, Die Frau des Polizisten, aus dem Jahr 1977 gespielt, als die mit dem Polizeibeamten Helmut Heinl (Elmar Wepper) verheiratete Ilona (Uschi Glas) Gefühle für den Playboy Detlev Salkmann (Harald Leipnitz) entwickelt.